# Wilhelm Greiffenberger
Wilhelm Greiffenberger (* 26. Februar 1900 in Sankt Petersburg; † 11. März 1991 in Altötting) war ein deutscher SS-Sturmbannführer und stellvertretender Führer des Einsatzkommandos 9 der Einsatzgruppe B.

## Leben
Wilhelm Greiffenberger war Sohn eines Redakteurs. Im Jahre 1907 siedelte die Familie nach Riga über, wo er fünf Jahre lang die deutschsprachige Hollanderschule besuchte. Nach Ausbruch des Ersten Weltkrieges wurde die Familie aus Russland ausgewiesen und ließ sich im Dezember 1914 in Leipzig nieder. Dort durchlief Greiffenberger bis 1917 eine kaufmännische Lehre in einer Fahrradgroßhandlung. In den folgenden Jahren arbeitete Greiffenberger als kaufmännischer Angestellter. 1926 machte er sich im Elektrogroßhandel selbständig, musste aber Ende 1931 oder Anfang 1932 wegen der schlechten Wirtschaftslage sein Unternehmen aufgeben.
Zum 1. Januar 1932 trat er der NSDAP bei (Mitgliedsnummer 870.363). Am 1. Juli 1932 wurde er Mitglied der SS (SS-Nr. 46.738). Im Jahre 1934 stellten ihn die Städtischen Elektrizitätswerke Leipzig als Magazinvorsteher an. Im Jahre 1936 wurde er als Abteilungsleiter im SD-Abschnitt Halle eingesetzt. In den folgenden Jahren wurde er in den SD-Abschnitten Chemnitz und Reichenberg und im Reichssicherheitshauptamt beschäftigt. Greiffenberger bearbeitete die Personalangelegenheiten im Reichssicherheitshauptamt. Im Mai 1941 wurde er zur Grenzpolizeischule in Pretzsch an der Elbe versetzt. Vom Juni 1941 bis zum November 1941 wurde er als Stellvertreter von Alfred Filbert im Einsatzkommando 9 eingesetzt. Er leitete auf Befehl von Filbert zwei Erschießungsaktionen in Wilejka und Witebsk.
Im Mai 1943 wurde Greiffenberger Leiter der Personalabteilung des Befehlshabers der Sicherheitspolizei und des SD in Prag, wo er im Mai 1945 in sowjetische Kriegsgefangenschaft geriet. Am 24. Dezember 1949 verurteilte ihn ein sowjetisches Militärtribunal wegen seiner Zugehörigkeit zu SD und wegen Spionage zum Tode, später wurde er aber zu 25 Jahren Zwangsarbeit begnadigt. Im September 1953 wurde er entlassen. Anschließend lebte Greiffenberger in Töging am Inn und seit 1954 arbeitete er als Buchhalter. Im Juni 1960 wurde er festgenommen und kam in Untersuchungshaft. Am 22. Juni 1962 wurde er vom Landgericht Berlin zu drei Jahren Haft verurteilt. Am 1. Februar 1965 wurde er aus der Justizvollzugsanstalt Straubing entlassen.